# یانکوو موست
یانکوو موست (به صربی: Jankov Most) یک منطقهٔ مسکونی در صربستان است که در Zrenjanin City واقع شده‌است. یانکوو موست ۶۳۶ نفر جمعیت دارد و ۵۸ متر بالاتر از سطح دریا واقع شده‌است.